# Alice oder Die Bescheidenheit
Alice oder Die Bescheidenheit ist ein Spielfilm des französischen Filmregisseurs Nicolas Pariser aus dem Jahr 2019. Er feierte seine Premiere 2019 bei den Internationalen Filmfestspielen in Cannes und ist der zweite Film des Regisseurs, mit Fabrice Luchini und Anaïs Demoustier in den Hauptrollen. In Deutschland wurde der Film erstmals am 27. April 2022 bei arte ausgestrahlt.

## Handlung
Die junge Alice hat soeben in England ein Studium der Literaturwissenschaften absolviert und freut sich nun auf einen Job im Rathaus von Lyon. Als sie dort ankommt, muss sie jedoch erfahren, dass ihre Stelle gestrichen wurde.
Paul Théraneau, Sozialist und Bürgermeister von Lyon, steckt in einer existenziellen Krise; nach 30 Jahren in der Politik fühlt er sich völlig leer und ohne Ideen. Man gibt deshalb Alice die Aufgabe, ihm persönlich Impulse für neue Ideen zu liefern. Rasch durchschaut Alice, dass in der Politik nur noch verwaltet wird, aber die zukunftsweisenden Ideen fehlen und der Bürgermeister nur noch funktioniert und seine Auftritte und Sitzungen routiniert, aber leidenschaftslos herunterspult. Alice verfügt zwar über keinerlei Erfahrung im politischen Geschäft, dafür aber über einen kreativen Kopf. Zwischen den beiden gegensätzlichen Charakteren entwickelt sich eine Art Freundschaft und ein politisch-philosophischer Diskurs.
Schließlich ernennt Théraneau Alice zur Leiterin des Projektes „Lyon 2500“, welches als Vorbereitung für seine bevorstehende Präsidentschaftskandidatur dienen soll. Das gefällt den übrigen Mitarbeitern nicht und das politische Establishment fühlt sich düpiert. Insbesondere die Bürovorsteherin des Bürgermeisters befürchtet, der Einfluss der jungen Frau auf den Chef könnte zunehmend seine Präsidentschaftskandidatur in Gefahr bringen. Sie zieht Alice von dem Posten ab. Théraneau bricht letztlich seinen Wahlkampf ab.
In der Schlussszene treffen sich beide Jahre später wieder, Théraneau ist im Ruhestand und Alice wohnt inzwischen wieder in England.

## Produktion
Nicolas Parisers Arbeiten spielen meist in der Sphäre der französischen Parteienpolitik. Alice oder Die Bescheidenheit, auf 35-mm-Film gedreht, ist – nach Gefährliches Spiel (Le grand jeu, 2015) – sein zweiter langer Spielfilm und feierte seine Premiere in der Veranstaltung „Quinzaine des Realisateurs“ der Société des réalisateurs de films in Cannes. Der Film ist eine Co-Produktion von ARTE France Cinéma mit Les Films du 10, Scope Pictures und Auvergne-Rhône-Alpes Cinéma.

## Rezeption
Der film-dienst nannte den Film »eine elegant inszenierte Tragikomödie mit zwei glänzenden Hauptdarstellern und lebhaften Dialogen, die intellektuelle Mittelmäßigkeit und Routinedenken aufspießen.« Dabei gehe es dem Film weniger um die aktuelle französische Gesellschaft als um einen Vorstoß, ein erstarrtes politisches System aufzubrechen.
In der Kritik von TV Spielfilm hieß es:
»Anfangs schaut man ähnlich ratlos wie Alice aufs Geschehen: Wohin soll das alles führen? Dann entfalten die geschliffenen Dialoge — Melancholie und Humor halten sich die Waage — ihre wohltuende Wirkung: eine Ode an das Denken als die eine Freiheit, die jeder besitzt. Und plötzlich lässt es sich gut damit leben, dass mehr Fragen aufgeworfen als beantwortet werden — Kernkompetenz der Philosophie. Vielleicht sollten mehr Politiker bei Alice in die Schule gehen: Make Denken (before Handeln) Great Again.«
Das französische Kino sei unübertroffen darin, locker und leicht große Fragen aufzuwerfen, heißt es in der Filmkritik der jungen Welt. Ein gutes Beispiel sei »Alice oder Die Bescheidenheit« von Nicolas Pariser. Gelungen sei »die letzte Szene, in der Alice dem Bürgermeister Herman Melvilles ›Bartleby‹ schenkt, dessen entscheidender Satz lautet: ›Ich möchte lieber nicht!‹ An alle Ausgebrannten [gehe die Botschaft]: Besser mal nein sagen!«
Nicolas Pariser gelang eine mit Fabrice Luchini und Anaïs Demoustier glänzend besetzte intelligente Komödie über Macht und die fehlende Bodenhaftung heutiger Politik, meint Walter Gasperi (Film Netz). Pariser verstehe es, seine beiden Hauptdarsteller richtig in Szene zu setzen, ihnen eine Bühne zu bieten, überzeuge aber auch mit flüssiger Erzählweise und genauem Blick. Präzise decke er in ebenso intelligenten wie pointierten Dialogen und prägnanten Szenen die Spannungsfelder auf. Doch weil die private Ebene etwas zu kurz komme und die Charaktere weitgehend auf ihren Beruf reduziert bleiben, packe Alice et le maire insgesamt emotional nicht wirklich und komme in seinem theoretischen Diskurs doch ziemlich kühl daher.

## Auszeichnungen
- Festival de Cannes 2019 : Label Europa Cinemas
- César 2020: Beste Schauspielerin – Anaïs Demoustier

- Prix Lumières 2020 :
  - Nominierung (Prix Lumières du meilleur acteur) – Fabrice Luchini
  - Nominierung (Prix Lumières de la meilleure actrice) – Anaïs Demoustier
  - Nominierung (Prix Lumière du meilleur scénario) – Nicolas Pariser
- Globes de cristal 2020 : Nominierung (Globes de cristal de la meilleure actrice) – Anaïs Demoustier